# Carl Sylvius von Königsdorff

Carl Sylvius Graf von Königsdorff

Carl Sylvius Graf von Königsdorff (* 4. April 1742; † 28. Januar 1821 in Breslau, Provinz Schlesien) war Gutsbesitzer von Lohe und Tinz, einer alten Johaniter-Kommende bei Breslau. Er entstammte dem Adelsgeschlecht Königsdorff.
Carl Sylvius von Königsdorff erhielt 1798 den preußischen Grafentitel. 
Er heiratete zu Koberwitz bei Breslau am 27. Mai 1783 seine Cousine Laurette von Königsdorff, die eigentlich Louise Eleonore hieß und am 23. November 1756 geboren wurde. Sie war die Tochter des Ferdinand von Königsdorff und der Madeleine Noble de Chouet, einer Tochter des Genfer Syndicus Jean Louis Noble de Chouet. Laurette starb in Breslau am 21. Mai 1834 und wurde in der von Carl Sylvius selbst erbauten Gruftkapelle im Park von Triebusch begraben. Dort ruht auch ihr Mann.